# Patrik Ćavar
Patrik Ćavar, hrvaški rokometaš, * 24. marec 1971, Metković.
Leta 1996 je na poletnih olimpijskih igrah v Atlanti v sestavi hrvaške reprezentance osvojil zlato olimpijsko medaljo.